# 谢丽娟
谢丽娟（1936年3月—），女，浙江湖州人，中华人民共和国政治人物，九三学社社员，原上海市副市长，主管公共卫生和防疫。上海第二医学院医疗系毕业，本科学历。1961年至1984年历任上海市卢湾区中心医院住院医师、主治医师、副院长。曾任九三学社中央副主席、全国政协会员、常委等职。1984年至1985年任卢湾区副区长。1985年至1996年任上海市人民政府副市长。1996年至2008年1月任上海市政协副主席。现任上海市红十字会会长、上海市教育发展基金会理事长、全国妇联副主席。任职副市长期间，曾主持领导了上海市政府应对1988年上海市甲型肝炎大流行的相关防疫工作，并创立了上海市突发传染病的应急预警机制，为上海市之后的传染病防控工作奠定了基础。此外谢丽娟还是上海少儿住院互助基金（成立於1996年）的创办人。谢丽娟退休後多次乘坐地鐵時被網友發現。